# Winfried Otto Schumann
Winfried Otto Schumann (Tübingen, 1888. május 20. – München, 1974. szeptember 22.) német fizikus. Matematikailag 1952-ben leírta a később róla elnevezett Schumann-rezonanciák létezését a Föld légkörében (a bolygófelszín és az ionoszféra által határolt gömbréteg elektromágneses sajátfrekvenciái).

## Élete
Winfried Schumann Tübingenben született. Apja fizikai-kémiával foglalkozott. Gyermekkorát Kasselben és Berndorfban töltötte (település Bécs közelében). Villamosmérnöki tanulmányokat folytatott a Karlsruhei Műszaki Egyetemen. 1909-ben megkapta mérnöki diplomáját, majd 1912-ben megszerezte a doktorátust egy nagyfeszültséggel foglalkozó témában.
Az első világháború előtt, 1914-ig a Brown, Boveri & Cie cégnél a nagyfeszültségű laboratóriumot vezette. Az első világháború alatt rádiókezelő volt.
1920-ban a Stuttgarti Műszaki Egyetem professzora lett. Korábban itt dolgozott kutató-asszisztensként. Később a Jénai Műszaki Egyetem fizikaprofesszora lett. 1924-ben kinevezték a Müncheni Műszaki Egyetem elektrofizikai laboratóriuma professzorának és egyúttal igazgatójának. Közben 1947-1948-ban a Wright-Patterson Légibázison dolgozott Ohióban (USA), majd visszatért Münchenbe. Münchenben 25 évig plazmakutatással és az elektromágneses hullámok terjedésének vizsgálatával foglalkozott, majd 1952-1957 között áttért az ELF-frekvenciájú elektromágneses hullámok földi légkörben való terjedésének kutatására. A müncheni laboratóriumból alakult meg a későbbi Elektrofizikai Intézet, ahol Schumann 1961-es nyugdíjazásáig kutatással foglalkozott (ekkor 73 éves volt). Még további két évig tanított itt.
86 éves korában halt meg, 1974. szeptember 22-én.

## Szabadalmai
- U.S. Patent 2297256PDF-hivatkozás, Tube control, Winfried Otto Schumann, Sep 29, 1942

## Fordítás
- Ez a szócikk részben vagy egészben  a   Winfried Otto Schumann című angol Wikipédia-szócikk fordításán alapul.  Az eredeti cikk szerkesztőit annak laptörténete sorolja fel. Ez a jelzés csupán a megfogalmazás eredetét és a szerzői jogokat jelzi, nem szolgál a cikkben szereplő információk forrásmegjelöléseként.